# Gäddegöl (Älghults socken, Småland)
Gäddegöl är en sjö i Uppvidinge kommun i Småland och ingår i Alsteråns huvudavrinningsområde.